# Destacament Halverson

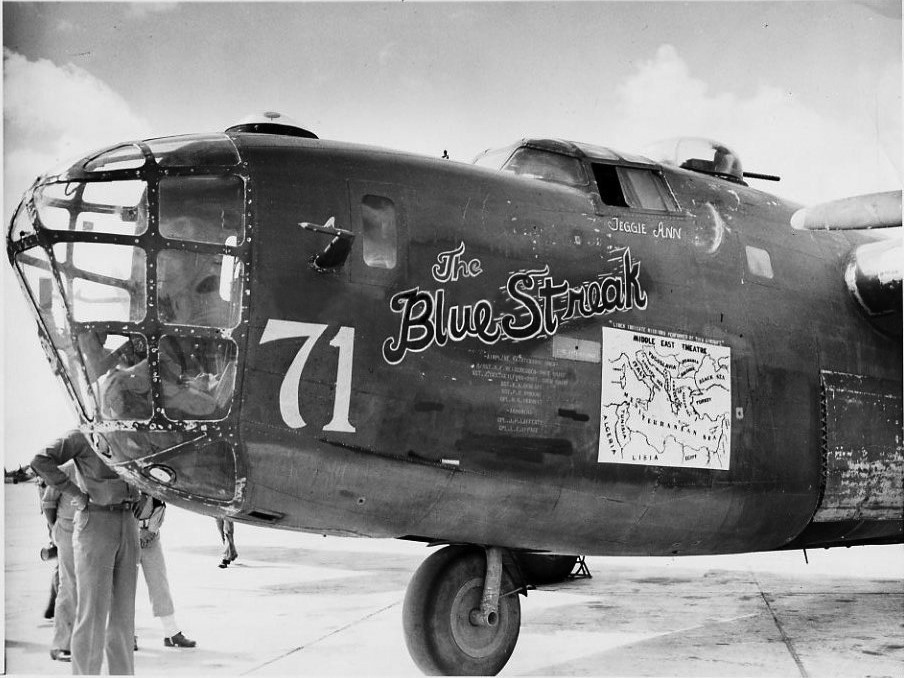
24 D Liberator "The Blue Streak" del Destacament Halverson. Inclou el mapa del Teatre d'operacions de la mediterrània al morro de l'avió.

El Destacament Halverson (HALPRO) va ser un grup de 23 B-24 Liberators originalment destinat a unir-se a la 10a Força Aèria al Teatre d'operacions de la Xina, Birmània i l'Índia.
Sota el comandament del coronel Harry Halverson, el destacament va ser assignat originalment per dur a terme incursions al Japó. El destacament havia de volar de Florida a la Xina via Àfrica, però l'ofensiva japonesa a Chekiang, Xina, el maig de 1942, va interrompre aquest pla.
La força de bombarders pesats HALPRO va ser llavors encarregada d'atacar les plantes de petroli alemanyes en suport dels britànics al nord d'Àfrica. HALPRO va sortir dels Estats Units el 22 de maig de 1942, volant cap a Egipte via Sudan. El viatge de 4.000 milles va significar que alguns dels avions es van quedar en terra a l'arribada a Egipte.
L'11 de juny de 1942, 13 HALPRO B-24 van dur a terme el primer atac de la USAAF a Europa, quan van bombardejar les refineries de petroli a Ploesti, Romania, mentre que l'atac va tenir poc impacte, va demostrar el concepte que el bombarder pesat podia dur a terme atacs de llarg abast contra objectius defensats.
El Destacament HALPRO finalment es va quedar al teatre mediterrani. El 17 de juliol de 1942, el destacament va ser redesignat com a Hal Bomb Squadron. Finalment, va formar el 376è Bomb Group quan es va constituir l'octubre de 1942 integrant-se al IX Bomber Group de la 9º Força Aèria.